# یونیورسیتی سیتی (میزوری)
یونیورسیتی سیتی (به انگلیسی: University City) شهری در شهرستان سنت لوئیس ایالت میزوری است که جمعیت آن در سرشماری سال ۲۰۱۰ میلادی ۳۵٫۳۷۱ نفر بوده‌است.